# Geschiedenis van Albanië
Dit artikel geeft een overzicht van de geschiedenis van Albanië.

## Oudheid

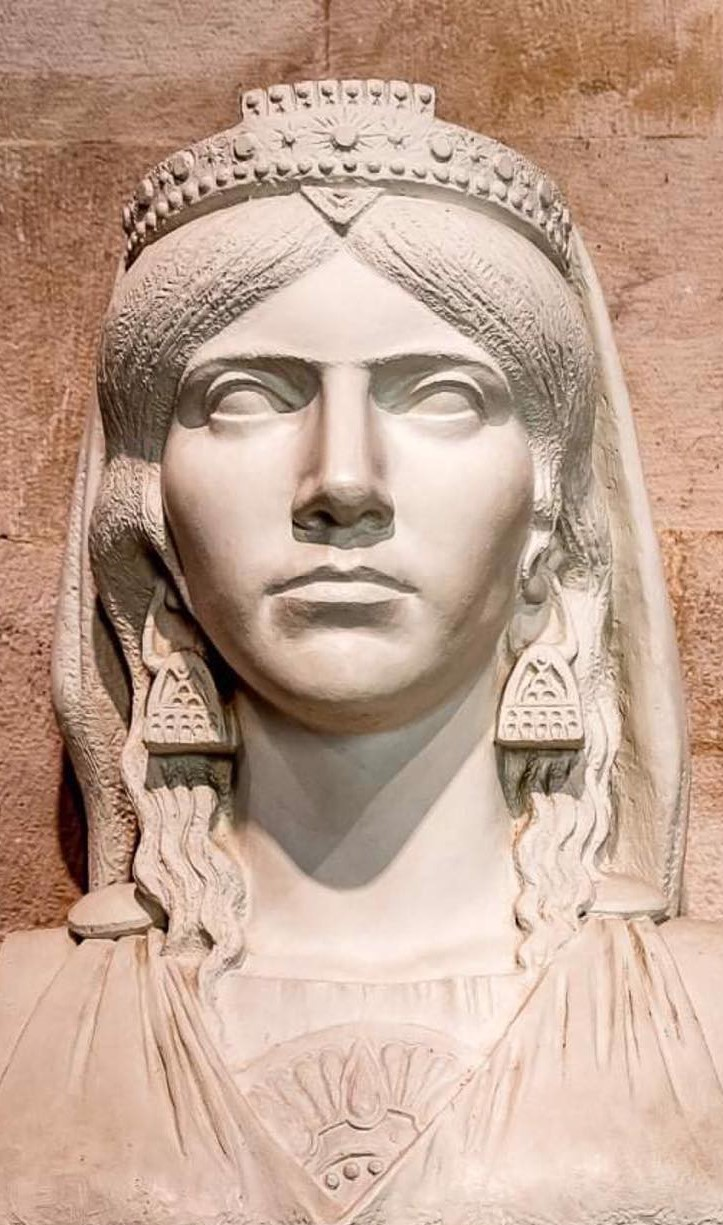
Teuta, koningin van de Illyriërs van 232 tot 228 voor Christus.

Het gebied dat overeenkomt met het huidige Albanië werd historisch gezien bewoond door de Indo-Europese volkeren Pelasgen, oud Grieken en Illyriërs. De Illyrische dynastie, die berucht waren om hun zeeoorlogen, regeerden gedurende de oudheid over het grootste gedeelte van het gebied. Hun Illyrisch koninkrijk, dat gesticht werd in 650 v.Chr. maar waarvan Bardylis I de eerste erkende koning was, bereikte zijn grootste omvang tussen 250 v.Chr. en 230 v.Chr. onder koning Agron. De Illyriërs hadden nagenoeg het grootste deel van het westelijke gebied van de Balkan in handen. Na de dood van Agron in 230 v.Chr., volgde zijn vrouw Teuta hem op. Teuta breidde het gebied vervolgens verder uit naar het zuiden, tot aan de Ionische Zee. In 229 v.Chr. verklaarde het indringende Romeinse Rijk de oorlog aan Illyrië. De oorlog eindigde in een Illyrische nederlaag in 227 v.Chr.. Vanaf 167 v.Chr. viel het gebied onder volledige Romeinse heerschappij na het verslaan van de Illyrische koning Gentius. Na de dood van de Romeinse keizer Theodosius I in het jaar 395 viel het gebied onder Byzantijns bewind, het sindsdien administratief oostelijke deel van het Romeinse Rijk.

Illyrische gebieden voor de Romeinse overheersing.

In de 7e eeuw arriveerden de Slavische volkeren op de Balkan. Hoewel de Slaven zich vooral in het centrale en westelijke gebied van de Balkan vestigden werd het zuiden, onder anderen het huidige Albanië, in de 9e eeuw geannexeerd door het Eerste Bulgaarse Rijk. Hierna zou het gebied wederom door de Byzantijnen worden veroverd, waarna het tot de 12e eeuw onderdeel zou blijven van het Byzantijnse Rijk.

## Middeleeuwen

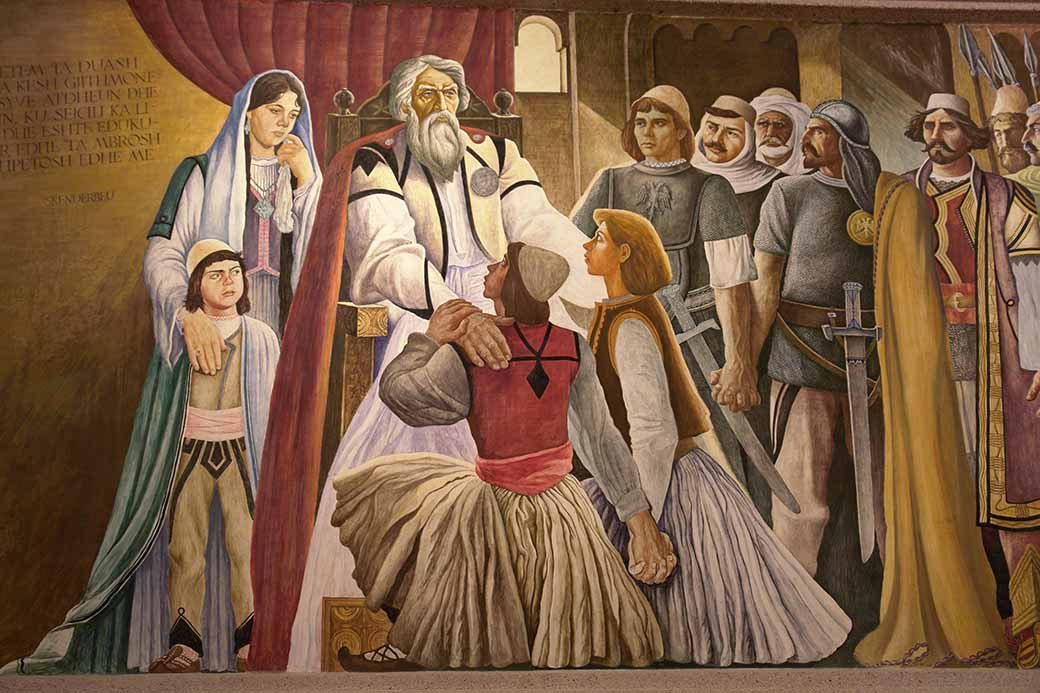
Gjergj Kastrioti, heer van Albanië, gedurende de middeleeuwen. Links van hem zijn vorstin Donika Arianiti.

De Albanezen, voor het eerst vermeld in de 11e eeuw als etnische groep, speelden een vooraanstaande rol in de rebellie tegen de Byzantijnse heerschappij gedurende halverwege de middeleeuwen. De Albanezen werden in het rijk beschreven als nakomelingen van de Indo-Europese volkeren uit de Balkan maar waren inmiddels ook overgegaan tot het christendom in het van oudsher paganistisch gebied als resultaat van de Byzantijnse en vanuit de oudheid gezien Romeinse invloeden. In het jaar 1190 van de 12e eeuw stichtte archont Progon, stamvader van de Progoni dynastie, de allereerste Albanese staat met Krujë als hoofdstad. Progon wist Albanese onafhankelijkheid te realiseren van het Byzantijnse Rijk waarna zijn zoons Gjin Progoni en later Dhimitër Progoni zijn heerschappij opvolgden. De dynastie gebruikte de titel Prins van Arbanon om zich te manifisteren en werd zodanig erkend door andere omliggende rijken. Wat in de omgeving Krujë begon als een autonoom vorstendom wist gedurende de latere heersers Gjin en vooral Dhimitër steeds meer territoriale gebieden te overheersen, voornamelijk het zuiden van het huidige Albanië en het huidige Epirus. De laatste heersers van dit vorstendom waren Grigor Kamona en Golem van Albanië. In de 13e eeuw zou het vorstendom weer geannexeerd worden door het Byzantijnse Rijk, waarna het van 1240 tot 1256 deel uitmaakte van het Tweede Bulgaarse Rijk.

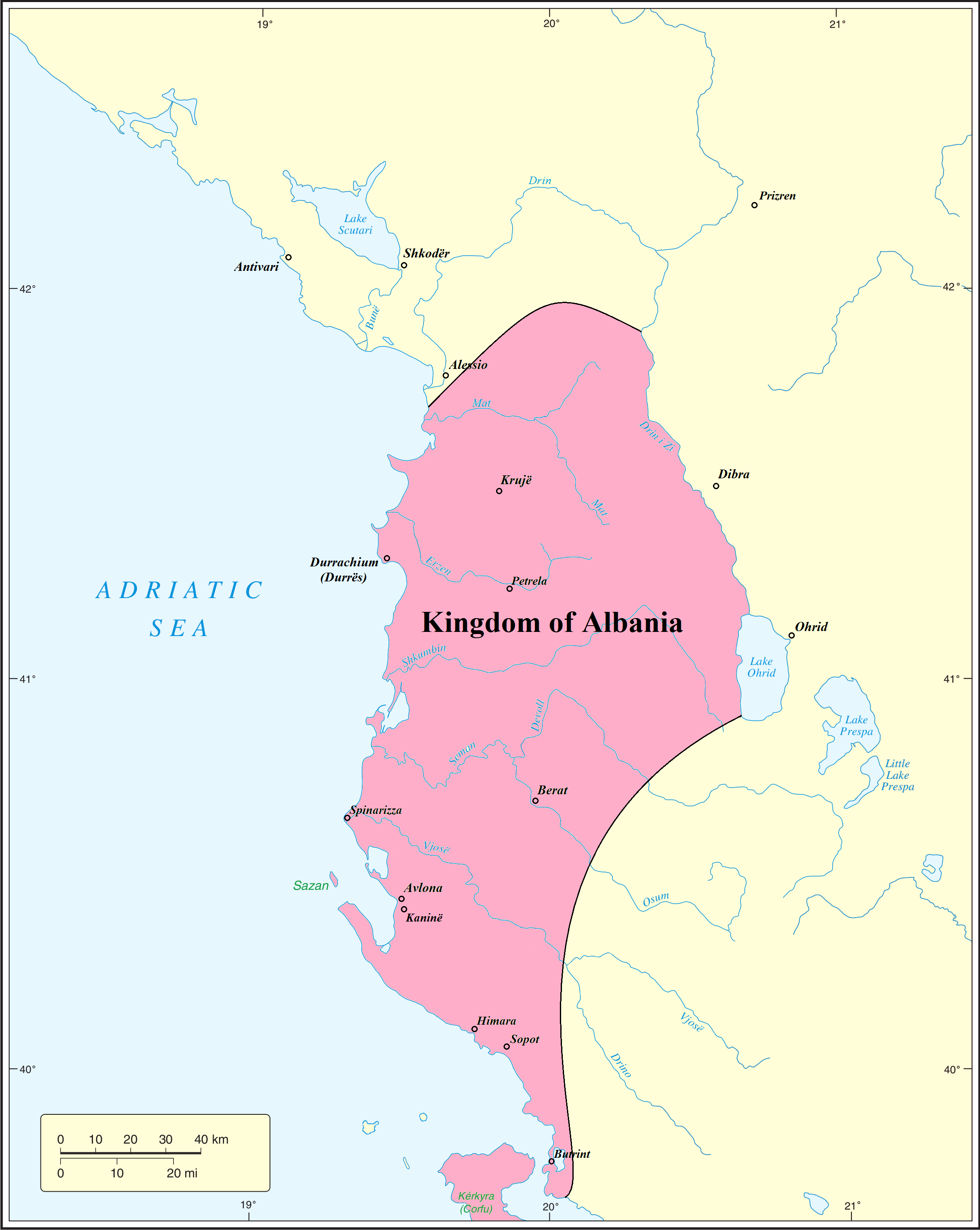
Kaart van het Koninkrijk Albanië. (1272-1368)

De eerstvolgende Albanese staat zou in 1272 weer gesticht worden door Karel I van Napels, met behulp van de lokale Albanese vorsten, als het Koninkrijk Albanië. Het koninkrijk breidde zich uit naar steeds meer land op de Balkan. Een poging om richting Constantinopel uit te breiden mislukte echter tijdens het beleg van Berat door een Byzantijnse tegenaanval. De heerschappij van de Albanese koning werd door de Byzantijnen geminimaliseerd en een groot stuk land werd wederom weer grondgebied van de Byzantijnen. Het Koninkrijk Albanië behield alleen nog de regio rondom Durrës. Tussen de 13e en 14e eeuw werd het gebied vervolgens verdeeld tussen het Republiek Venetië, het Keizerrijk Servië en verschillende heersers van de gemengde Frans-Siciliaanse Anjou dynastie. Gedurende deze periode werd vrijwel altijd lokale autonomie aan meerdere Albanese vorsten en hun gebied verstrekt.

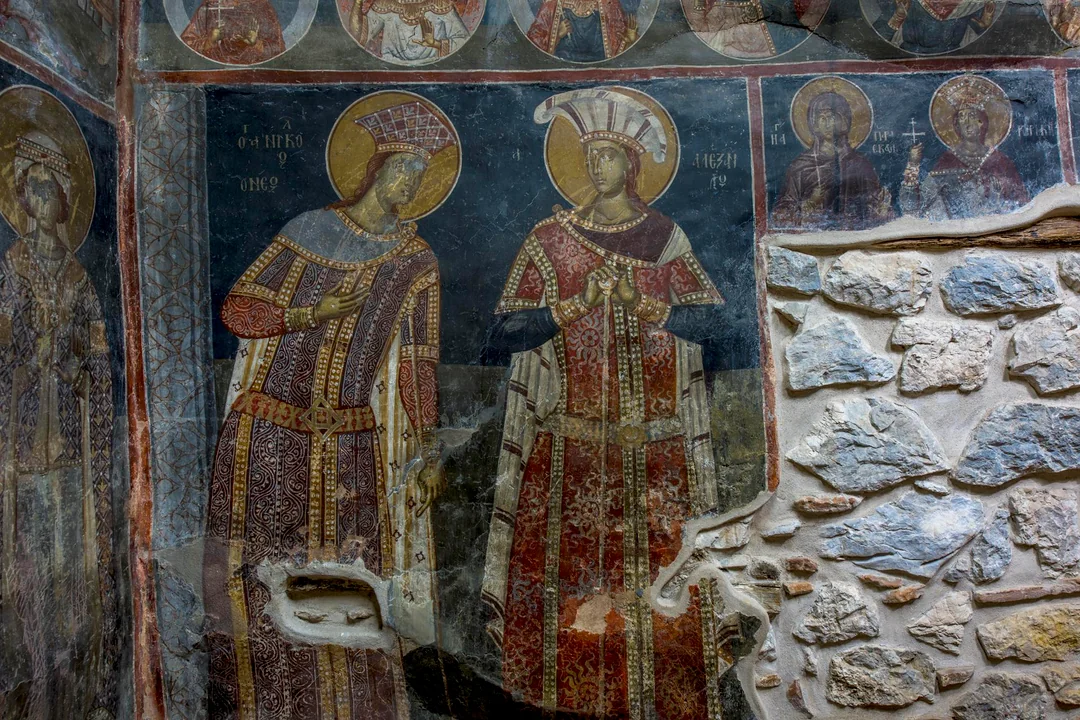
Prinsen Teodor I en Andrea II Muzaka afgebeeld in de kloosterkerk van de Muzaka-dynastie. (14e eeuw).

Tijdens de Servische overheersing in Albanië door koning Stefan Dušan volgde er een succesvolle Albanese rebellie tegen de Serviërs van onder anderen de Muzaka dynastie. Het Servische leger, onder leiding van Stefan Dušan zijn rechterhand Vukašin Mrnjavčević, verloor hierbij de strijd van de Albanezen. De Albanese edelman Andrea II Muzaka, kleinzoon van Andrea I Muzaka; eerder een succesvol heerser in centraal-Albanië, wist zijn heerschappij van het autonome vorstendom Muzaka, gevestigd in de omgeving van Berat, te promoveren tot een onafhankelijke Albanese staat en de Serviërs uit Albanië te verjagen waarna zijn titel Despoot van Albanië luidde. Onder zijn heerschappij werden ook delen van Noord-Griekenland geannexeerd aan Albanië. Deze heerschappij duurde van 1331 tot 1372. De Albanese prins Karl Thopia wist op diens beurt de Venetianen en de laatste heerser van de Anjou dynastie, hertog Lodewijk van Navarra, uit Albanië te verdrijven en stichtte het Prinsdom Albanië in het jaar 1368. Dit was niet de eerste keer dat de Thopia dynastie zou heersen. Zijn grootvader Tanush I Thopia was tot zijn dood in 1338 graaf van Mat en had enkele autonome vorstendommen onder heerschappij van andere rijken. Deze heerschappij werd opgevolgd door zijn zoon Andrea I Thopia. Karl Thopia wist zich te onderscheiden wat voor aanzien zorgde. Hij was immers heerser van een onafhankelijke Albanese staat wat niet afhankelijk was van een grotere macht. Zijn nageslacht Gjergj Thopia, Helena Thopia en Niketa Thopia volgden zijn heerschappij op. 

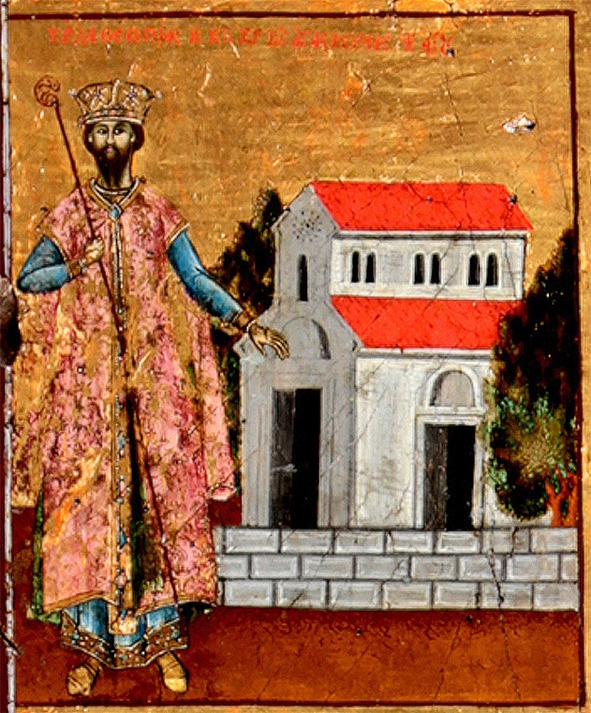
Karl Thopia, heerser van het Prinsdom Albanië van 1368 tot 1388.

Gedurende de heerschappij van de Thopia dynastie in Centraal-Albanië viel de legercommandant Pjetër Losha met zijn troepen Griekenland binnen. De Albanezen veroverden hierbij Epirus, Acarnanië en Aetolië. De Grieken antwoordden met een tegenaanval tegen de Albanezen maar alarmeerden daarnaast de Serviërs, heersers van Griekenland gedurende deze periode, over de invasie. De Servische keizer Simeon Uroš erkende echter het vorstendom als vazal om een mogelijk conflict met de Albanezen te vermijden. De heerschappij over het Despotaat Arta van Losha werd opgevolgd door Gjin Shpata waarna zijn nageslacht hem opvolgde. De Albanese overheersing in het westen van Griekenland hield op na de val van Jakub Shpata in 1416. Vanaf 1360 tot 1421 kwam Zeta, een vorstendom dat overeen kwam met het het huidige Montenegro, onder heerschappij van de Albanese Balsha-dynastie als het vorstendom Balsha.
In 1389 vond in Kosovo een cruciale veldslag plaats van de Serviërs, gesteund door meerdere Albanese dynastieën, tegen het Ottomaanse Rijk. Hierbij vond de Albanese prins Teodor II Muzaka de dood net als de leider van het Servische leger Lazar Hrebeljanović. De andere Albanese vorsten die bij deze veldslag aanwezig waren, waren onder anderen  Gjergj Balsha, Andrea Gropa en Dhimitër Jonima. In die periode werd in Noord-Albanië het vorstendom Dukagjini uitgeroepen door Pal I Dukagjini en Lekë I Dukagjini; nakomelingen van Tanush I Dukagjini, stamvader van de Dukagjini dynastie. Het vorstendom breidde uit naar het westen van Kosovo en het zuiden van Montenegro, mede door de Servische nederlaag van een aantal jaar eerder tegen het Ottomaanse Rijk waarna de Servische staat wankelde. Lekë III Dukagjini was de laatste heerser van dit vorstendom. In andere delen van het huidige Albanië werden de gebieden in deze periode, 1400 tot 1444, verdeeld tussen verschillende Albanese dynastieën tot de Ottomanen en de Venetianen, Albanië zouden binnenvallen. De Ottomanen riepen aan het begin van de 15e eeuw een Sandjak uit in centraal-Albanië. Het noordelijke deel van Albanië werd bezet door de Venetianen.
Tussen 1432 en 1436 begon de eerste fase van de oorlog tussen de Albanezen en het inmiddels versterkte Ottomaanse Rijk. Onder leiding van de edelmannen Gjergj Arianiti, prins van het vorstendom Arianiti uit de Arianiti dynastie, en Gjon Kastrioti landsheer van het vorstendom Kastrioti uit het adellijk geslacht Kastrioti, wisten de Albanezen een paar cruciale overwinningen te boeken waardoor ze hun vorstendommen wisten te behouden, in ruil hiervoor moest de Albanese adel de Ottomaanse heerschappij echter wel erkennen.

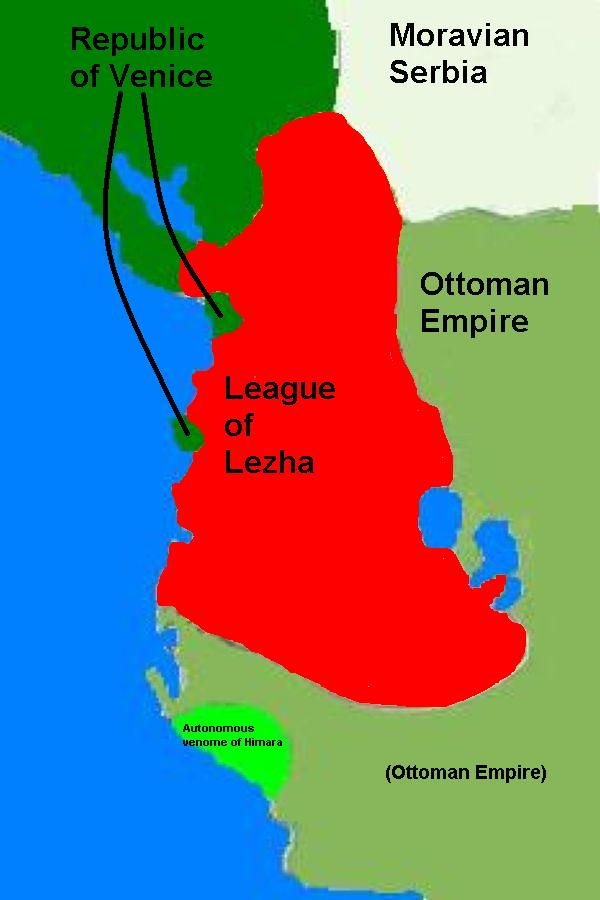
Kaart van de Liga van Lezhë, een alliantie van Albanese vorstendommen gesticht in 1444.

Op 2 maart 1444 nodigde de Albanese prins Gjergj Kastrioti, zoon van Gjon Kastrioti, alle Albanese heersers, die ieder over eigen lokaal vorstendom heersten, uit in de stad Lezhë om zich te verenigen tot één Albanese staat, welke de Liga van Lezhë zou worden. Gjergj Kastrioti – ook wel Skanderbeg genoemd – kroonde zich na de oprichting van de Liga tot heer van Albanië.  De Liga van Lezhë wordt beschouwd als de bakermat van een territoriaal Albanië.Het doel was om de Ottomaanse en Venetiaanse bezetters te bestrijden en definitief te verslaan. Onder leiding van Gjergj Kastrioti en zijn voornaamste compagnons Lekë Dukagjini, Vrana Konti, Vladan Jurica en Tanush II Thopia kwamen de Albanezen in opstand. De Albanees-Venetiaanse Oorlog duurde kort en was succesvol, de Albanezen wisten de Venetianen te verdrijven uit Albanië en hun gebied te behouden. In de strijd tegen het Ottomaanse Rijk wonnen de Albanezen veel veldslagen tegen de legers van de sultans die onder leiding van Murat II, later Mehmet II, de volkeren van de Balkan wilden inlijven bij het Ottomaanse Rijk. Overwinningen van de Albanezen op de Ottomanen waren onder anderen de Slag van Torvioll, de Slag van Mokra, het eerste Beleg van Krujë, de Slag om Polog, de Slag bij Oronichea, de Slag om Albulena, de Slag om Ohrid en het tweede Beleg van Krujë. Van de in totaal 25 veldslagen tegen het Ottomaanse Rijk won de Liga van Lezhë er 24 en verloor het er één, namelijk het Beleg van Berat in 1455, toen de Albanezen de in 1450 veroverde stad Berat probeerden te heroveren nadat het Ottomaanse leger de Albanese prins Teodor III Muzaka en zijn vijfhonderd lijfwachten hadden overmeesterd in het kasteel van Berat.

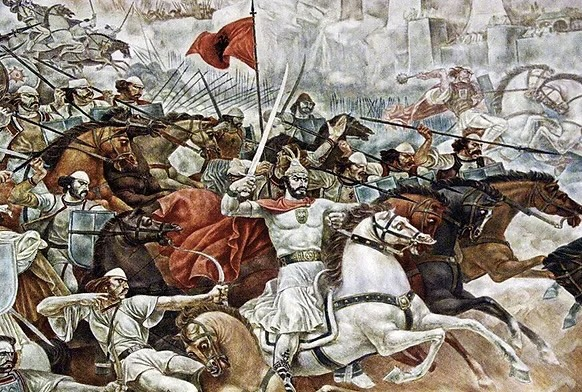
Gjergj Kastrioti Skanderbeg voert de Albanese troepen aan tijdens de Albanees-Ottomaanse oorlog. Sterk geidealiseerde wandschildering in het Nationaal Skanderbegmuseum in Krujë (jaren 1970).

Na de dood van Skanderbeg in 1468 verzwakte de Albanese tegenstand onder diens opvolger prins Lekë Dukagjini. De Ottomanen kregen Albanië langzaam maar zeker in hun bezit. Dit duurde echter nog tot 1479. In dit jaar werd de Liga van Lezhë, tijdens de belegering van Shkodër door sultan Mehmet II, definitief verslagen door de Ottomanen na jarenlang verzet.

## Vroegmoderne tijd

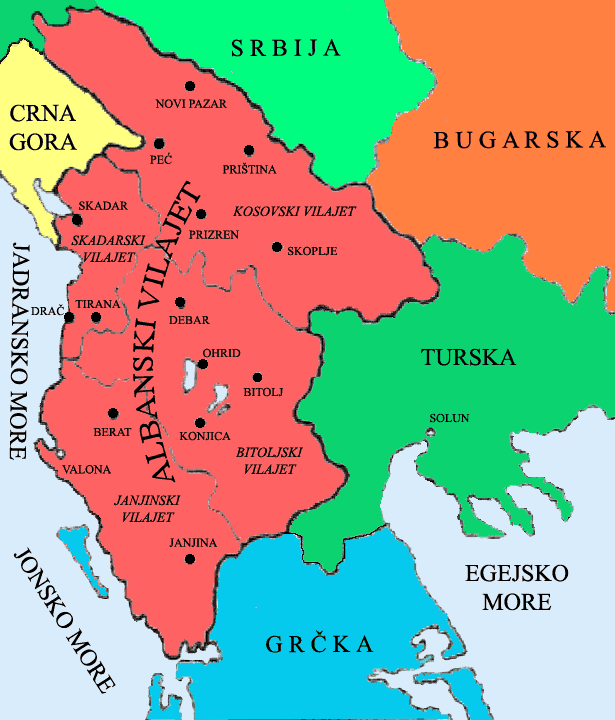
Verdeling van de Albanese vilajets tijdens de Ottomaanse heerschappij.

Albanië maakte van 1479 tot 1912, een periode van ruim 400 jaar, onderdeel uit van het Ottomaanse Rijk. Tijdens de Ottomaanse heerschappij bekeerde het merendeel van de Albanezen, hoofdzakelijk tussen de 17e eeuw en 18e eeuw, zich tot de islam. De reden hiervan was, naast de privileges die moslims kregen, om zich te onderscheiden en te klimmen binnen de Ottomaanse hiërarchie. De Albanezen beschikten in tegenstelling tot andere christenen destijds niet over een eigen autocefale kerk, de christelijke Albanezen vielen adminstratief onder de Servisch-orthodoxe kerk (noord-Albanië) en de Grieks-orthodoxe kerk (zuid-Albanië). Uit historisch oogpunt blijkt ook dat de Albanezen zich nooit identificeerden met één specifieke religie, zo wisselden zij vaker van religieuze voorkeur en speelde de etniciteit een belangrijker rol in de Albanese cultuur. Het bekeren van de meeste Albanezen van het christendom naar de islam blijft daarom deels ook een strategische keuze en om mogelijke assimilatie te voorkomen. Ondanks de grote aantallen Albanezen die zich bekeerden, zijn er nog steeds aanzienlijke gemeenschappen christelijke Albanezen en vormt de relatie met de islamitische Albanezen geen barrière. De Albanezen hebben immers een eigen wettekst, beter bekend als de besa, die uit de middeleeuwen afstamt. Hierin staat onder anderen dat Albanezen zich horen te verenigen middels de etnische bloedverwantschap. In de Albanese cultuur speelt religie nog altijd geen doorslaggevende rol.

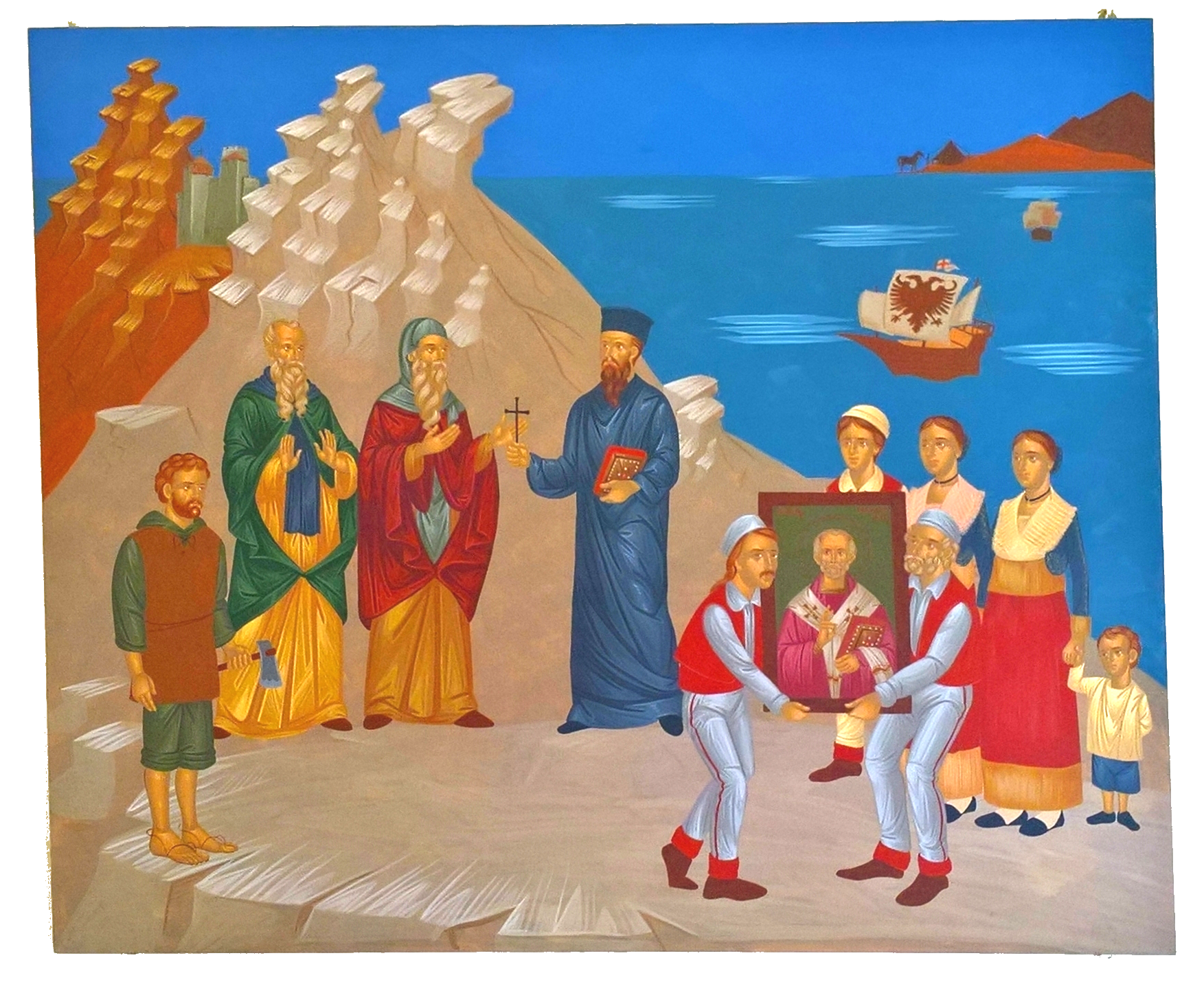
De aankomst van Albanezen in Italië.

Gedurende de islamisering van Albanië door de Ottomanen vluchtten veel christelijke Albanezen naar Zuid-Italië, waar zij inmiddels tot de Arbëreshë gemeenschap horen. Ook vertrokken vele Albanezen naar Dalmatië, destijds Republiek Venetië. In Kroatië identificeren zich nog altijd 17.000 mensen als etnische Albanezen. Verder bleef het noorden van  Albanië overwegend rooms-katholiek, zoals dat in de huidige tijd nog steeds het geval is. In de plaats Mirditë was de Turkse zeggenschap minimaal, de katholieke Albanezen wisten daar een vorstendom te stichten die van 1515 tot 1921 zou blijven bestaan met minimale nederlagen tegen het Ottomaanse leger. Ondanks dit vorstendom, kozen aanzienlijke katholieke Albanezen uit het noorden om zich te vestigen in Kosovo en zich daar te bekeren tot de islam. Hoewel hier al christelijke Albanese en slavische families woonden werd Kosovo volledig geïslamiseerd en werden de christenen verdreven door de Ottomanen. Naast Albanezen werden de slavische volkeren in Kosovo, inmiddels de Bosniakken en Gorani, ook geïslamiseerd, dit gold ook voor enkele Servische families. De oosters-orthodoxe Albanezen, hoofdzakelijk de Tosken, vluchtten net als de Albanese katholieken naar Italië maar ook naar Griekenland. Net als de Arbëreshë in Italië zijn de Albanezen die naar Griekenland trokken, een erkende minderheidsgroep genaamd de Arvanitika. De orthodoxe kerk werd in Albanië nagenoeg niet openbaar gepraktiseerd tijdens de Ottomaanse heerschappij. De autocefale Albanees-Orthodoxe Kerk werd hierdoor ook pas in 1907 gesticht en uiteindelijk in 1937 door de patriarch erkend.
De loyaliteit van de naar de islam bekeerde Albanezen aan de Ottomaanse dynastie zorgde voor erkenning. Zo werden de Albanezen op verschillende manieren beloond; ze kregen zogeheten pasjaliks, geregeerd door Kara Mahmud Bushati, Ali Pasja en	Ahmet Kurt Pasja. Albanezen werend tevens gepromoveerd tot eersteklas soldaten en bovendien waren veel invloedrijke politici binnen het rijk van Albanese afkomst. De Ottomanen gaven de Albanezen ook veel stuk land in de vorm van een vilajet. Deze betroffen grote delen van het huidige Albanië, Montenegro, Servië, Kosovo, Noord-Macedonië en Griekenland.

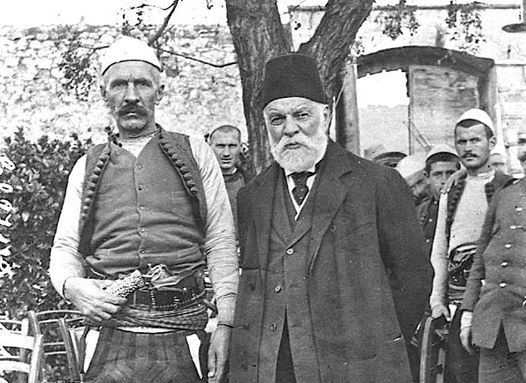
Isa Boletini, leider van de Albanese guerrilla's tegen de Turken en Ismail Qemali, stichter van het moderne Albanië.

Toen in de 18e en 19e eeuw het Ottomaanse Rijk verzwakte en het daardoor steeds meer gezag en macht verloor begon de Albanese opstand tegen de Turken weer op te leven. De opstanden waren het gevolg van de nationale ontwaking (Albanees: Rilindja Kombëtare) van de Albanezen. Een periode waarin het Albanees nationalisme werd gesticht en de Albanezen op de Balkan naar een eigen culturele, sociale en politieke natiestaat streefden.In Kosovo werd in 1878 een Albanese vilajet uitgeroepen door de Frashëri dynastie. Deze werd echter kort hierna, in 1881, weer ontbonden. Ondanks het grote paramilitaire offensief in Albanië tegen de Turken en overwinningen in verschillende veldslagen onder de voornaamste commandant Isa Boletini, wisten de Albanezen geen erkende onafhankelijkheid te realiseren maar was dit wel de eerste stap naar de gewenste onafhankelijkheid, die enkele maanden later, in november 1912, werkelijkheid zou worden.

## Onafhankelijkheid

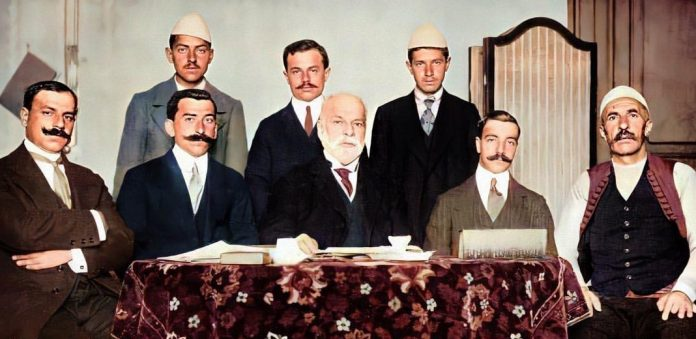
De Albanese regering na de onafhankelijkheid (1912)

Albanië verklaarde zich op 28 november 1912 onafhankelijk van het Ottomaanse Rijk en werd enkele dagen hierna erkend. Gedurende de Balkanoorlog (1912-1913) verloor het net opgerichte Albanië grondgebied aan buurlanden Servië, Montenegro en Griekenland. Hoewel de Albanezen tijdens het conflict de stad Shkodër terug veroverden en de kust aan de Adriatische zee behielden na de Slag om Lumë, bepaalde de Vrede van Londen op 29 juli 1913 de landsgrenzen op de Balkan. Albanië behield zijn status als onafhankelijk land, mede door de druk van vooral Oostenrijk-Hongarije en Italië, maar moest aanzienlijk stuk land afstaan aan Servië, Montenegro en Griekenland waardoor veel etnische Albanezen buiten Albanië kwamen te wonen.
Ismail Bey Qemali en Hasan Bey Prishtina, twee liberale grondbezitters, vormden het eerste bestuur van Albanië. Op 28 november 1912 werd Qemali voorzitter van het Voorlopige Parlement en daarmee in feite staatshoofd. De grote mogendheden waren niet tevreden over deze gang van zaken en besloten dat Albanië een onafhankelijk prinsdom moest worden. Zij stelden een 7-koppige internationale commissie van toezicht, de International Control Commission, samen die moest toezien op de opbouw van het land. Ook moest de ICC een nieuwe vorst selecteren. De Duitse circusartiest en fantast Otto Witte beweerde dat hij in plaats van een beoogde kandidaat, de overigens niet bestaande Turkse prins Halim Eddin, op 15 augustus 1913 tot koning werd gekroond. Het bewind van koning Otto I duurde vijf dagen, daarna werd het bedrog ontdekt en ontvluchtte hij het land. Tot in de jaren 50 zou hij in Berlijn tegen betaling optreden als "ex-koning van Albanië". Naast Witte waren er meer fantasten en edellieden die beweerden gevraagd te zijn voor de positie.
Op 21 februari 1914 werd de Duitse prins Wilhelm zu Wied (een zoon van prinses Marie der Nederlanden), vorst van het onafhankelijke Albanië. De staat verkeerde echter in een toestand van anarchie. Op verzoek van de grote mogendheden stuurde de Nederlandse regering generaal-majoor Willem de Veer, majoor Lodewijk Thomson en 15 lagere officieren naar Albanië om de gendarmerie aldaar te reorganiseren. Verscheidene van hen raakten gewond bij gevechten met Griekse nationalisten of werden door islamitische rebellen krijgsgevangen gemaakt. Op 15 juni 1914 sneuvelde Lodewijk Thomson bij het beleg van Durrës. Op 3 september 1914 verliet vorst Wilhelm zu Wied het onbestuurbare Albanië. Het formeel neutrale Albanië werd na het uitbreken van de Eerste Wereldoorlog bezet door Italië, Servië, Montenegro en Griekenland. In 1916 verdreven Oostenrijk-Hongarije en Bulgarije de Serviërs. In 1918 verlieten de Oostenrijk-Hongaarse troepen het land en bezetten de Fransen en Italianen delen van Albanië in de hoop het land te kunnen koloniseren. Onder druk van de Verenigde Staten, die eisten dat Albanië werd hersteld tot de grenzen van voor de Eerste Wereldoorlog, trokken de buitenlandse troepen zich terug. Met uitzondering van de Italianen die na een korte oorlog, de Vlora-oorlog, van drie maanden in 1920 alsnog de Albanese regio Vlorë verlieten.

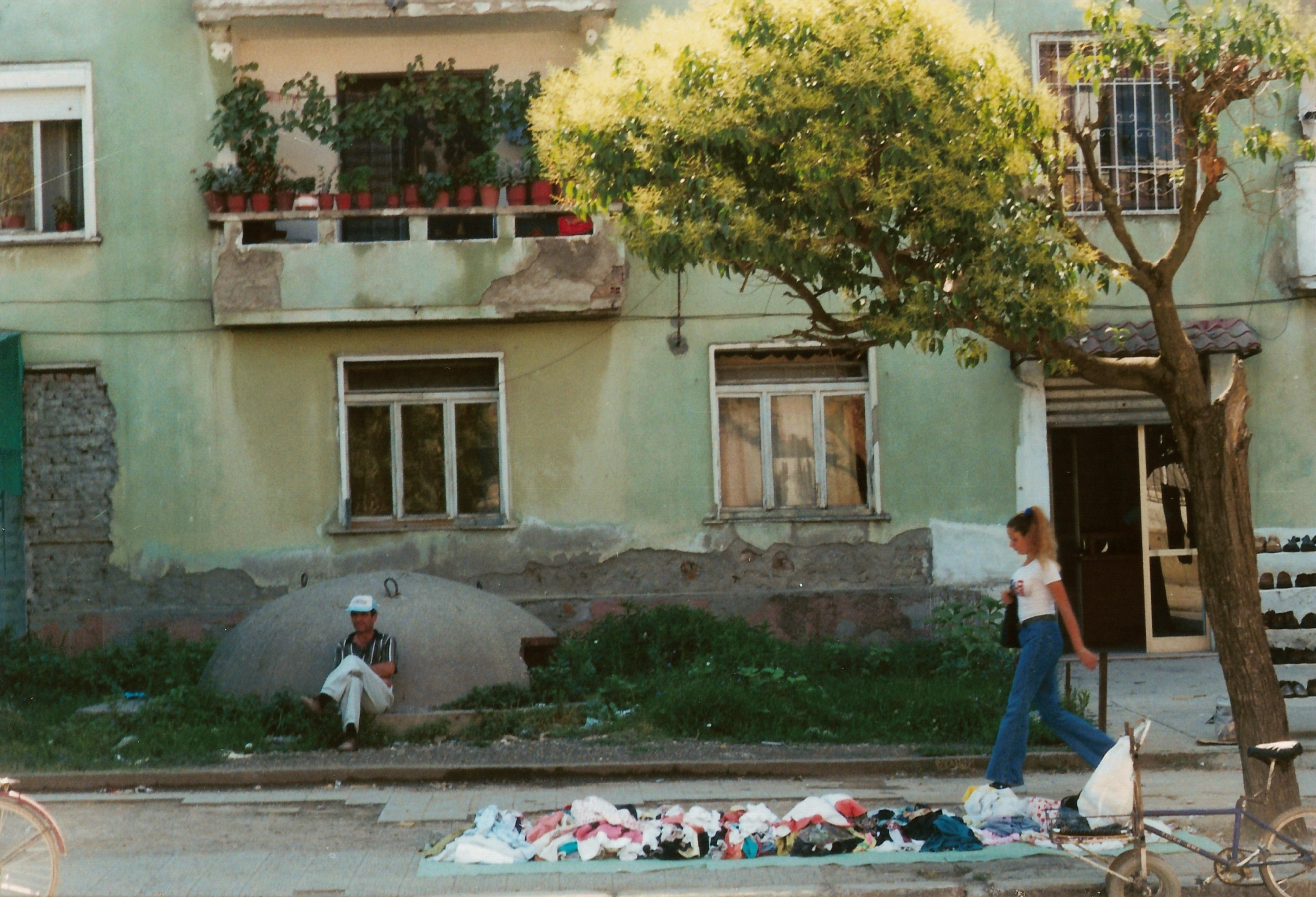
Een van de 750.000 bunkers van Hoxha. Gelegen tussen de stoep en een appartement in de binnenstad van Shkodër.

Formeel was Albanië nu een vorstendom, echter zonder vorst en sterke regering. Van 1921 tot 1925 werd Albanië bestuurd door een Hoge Raad. Het gezag van de Hoge Raad werd echter ondermijnd door de vele opstanden en de krijgsheren die tegenregeringen vormden. Spoedig werd de machtige krijgsheer Ahmed Zogu, stamhoofd van de Mati-stam (de belangrijkste islamitische stam in Albanië), de sterke man binnen de regering. Eerder had hij Albanië bestuurd tijdens de Oostenrijks-Hongaarse bezetting van het land, tot hij door Oostenrijk gevangen werd gezet, omdat hij in het geheim onderhandelde met Bulgarije. Van 1922 tot 1924 was Zogu premier en leidde hij samen met de rijkste Albanese grootgrondbezitter Shefqet Bey Vërlaci de Volkspartij. De Volkspartij viel spoedig uiteen in twee nieuwe partijen: de conservatieve door Zogu en Vërlaci geleide Progressieve Partij en de door de Albanees-Orthodoxe bisschop Theofan Noli geleide progressief-liberale Populistische Partij. Na een korte revolutie werd Theofan ('Fan') Noli voorzitter van de Hoge Raad en tevens premier. Bisschop Fan Noli, sterk beïnvloed door de Amerikaanse president Woodrow Wilson en de Russische leider Lenin, kwam met een groots hervormingsplan dat een einde zou maken aan de macht van de grootgrondbezitters en de macht van de bey's (edelen). Ahmed Zogu die naar het buitenland was gevlucht, organiseerde een contra-revolutie, waarbij hij werd gesteund door zijn eigen Mati-stam en de Witte Russische Legers die zich in Joegoslavië bevonden. In december 1924 moest Fan Noli uitwijken naar de Verenigde Staten, waar hij tot zijn dood bleef wonen.
De naar Albanië teruggekeerde Ahmed Zogu, riep in januari 1925 de republiek uit met zichzelf als president en premier. Zogu maakte van Tirana de hoofdstad van het land. Hij verliet nauwelijks zijn paleis uit angst te worden gedood. In Albanië gold namelijk het principe van bloedwraak. Zogu was betrokken bij diverse politieke moorden en mocht volgens de erecode worden vermoord door familieleden van de omgekomenen, behalve als hij door een vrouw werd vergezeld. Daarom was zijn moeder altijd bij hem. In 1928 nam Zogu onder de naam Zog I van Albanië de koningstitel aan en werd het land een koninkrijk. Intussen werden de banden met Italië aangehaald dat het recht kreeg om de olievoorraden in Albanië te exploiteren en de Bank van Albanië te runnen. In ruil voor financiële steun maakte Zog zijn land steeds afhankelijker van Italië. Koning Zog I regeerde als een despoot en maakte vele vijanden, onder wie zijn vroegere collega Shefqet Bey Vërlaci, de machtigste Albanese grootgrondbezitter.

## Tweede Wereldoorlog in Albanië
Italiaanse bezetting

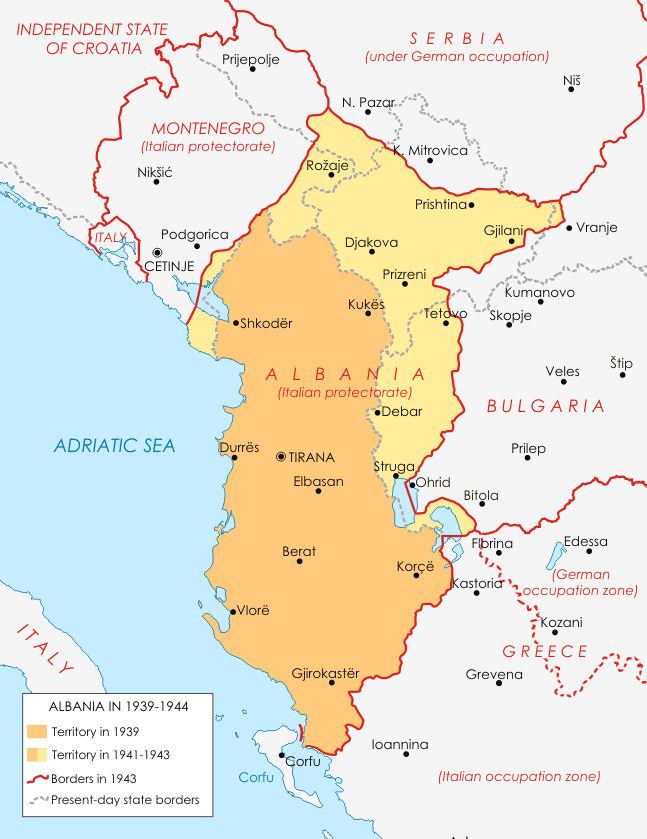
Albanië gedurende de Tweede Wereldoorlog als vazalstaat van het Koninkrijk Italië

De nauwe samenwerking met de Italianen kwam koning Zog duur te staan. Op 7 april 1939 viel het Italiaanse leger Albanië aan, dat al na drie dagen was verslagen. Koning Zog I, zijn vrouw en zijn pasgeboren kind vluchtten naar Groot-Brittannië. Albanië werd een Italiaans protectoraat en de Italiaanse koning werd tevens Albanees koning. Alle politieke partijen werden verboden, behalve de kort na de Italiaanse invasie opgerichte Albanese Fascistische Partij (AFP). Shefqet Vërlaci, Zogu's vroegere bondgenoot, werd voorzitter van de AFP en premier van Albanië. In 1941 vervingen de Italianen Vërlaci en benoemden Mustafa Merlika-Kruja, een vroegere huisknecht van Vërlaci tot premier. In tegenstelling tot Vërlaci voerde Kruja bescheiden landhervormingen uit.
Reeds kort na de Italiaanse bezetting kwamen de Albanezen in opstand. Vanuit de ondoordringbare Albanese wouden voerden zij guerrilla-acties uit. Albanese, westers georiënteerde liberalen, richtten in 1941 de Balli Kombëtar op. Zij streefden naar een democratische republiek en waren bereid landhervormingen uit te voeren. Later zou de Balli Kombëtar samen spannen met de nazi's. Motieven hiervoor waren het gewenste  
irredentistische concept Groot-Albanië en de anticommunistische overtuigingen. Tegenstanders waren de communistische Albanese partijen, de Joegoslavische partizanen, de Servische Četniks en de Nationaal Republikeinse Griekse Liga. Ook de niet-Albanese burgerbevolking moest het hierbij ontgelden. Als gevolg van partij kiezen voor de nazi's werd de groep kort na de oorlog verslagen door het Albanese Volksleger.
Daarnaast ontstond de monarchistische Legaliteti van kolonel Abaz Kupi.
Met de hulp van Joegoslavische communisten werd op 8 november 1941 de Albanese Communistische Partij (ACP) opgericht, met Enver Hoxha als eerste secretaris. De communisten begonnen direct aan een partizanenstrijd tegen de Italianen. In september 1942 verenigden de drie verzetsgroepen zich in het Nationaal Bevrijdingsfront (LNC). Later vormde het LNC de Nationale Anti-Fascistische Raad voor de Bevrijding, voorgezeten door de voormalige anti-fascistische ideoloog, die desondanks korte tijd met de Italiaanse bezetter collaboreerde, - en nu communist - Omer Nishani.

Duitse bezetting
In 1943 capituleerden de Italianen en namen de Duitsers de macht over in Albanië. De Duitsers stelden een regentschapsraad in en verboden de fascistische partij. Vanaf het begin van de Duitse bezetting moesten de Duitse militairen zich steeds verder terugtrekken. In het najaar van 1944 trokken de Duitsers zich uit Albanië terug na succesvol verzet van de Albanezen. Hoxha en de communisten namen daarop de hoofdstad Tirana in en installeerden een voorlopige regering. De Legaliteti van Kupi en de Balli Kombetar werden verboden. Communisten van de ACP en pro-communistische personen verenigden zich in een Democratisch Front (DF). Bij de verkiezingen van december 1945 behaalde het DF 93% van de stemmen en vormde het een communistische regering met ACP-secretaris Enver Hoxha als premier. Hoxha bleef daarnaast partijsecretaris en werd tevens minister van Defensie. De tweede man in de regering, minister van Binnenlandse Zaken Koci Xoxe, werd echter in deze beginfase van het communisme in Albanië de sterke man. In 1946 werd de monarchie afgeschaft en de Volksrepubliek Albanië uitgeroepen. Ömer Nishani werd het eerste staatshoofd.

## Het communistische Albanië
Koci Xoxe drong aan op nauwe samenwerking met het Joegoslavië van president Tito, maar daar zag de nationalistische premier Enver Hoxha weinig in. Toen Stalin echter het idee van een federatie tussen Albanië en Joegoslavië van de hand wees, werd Xoxe uit het kabinet verwijderd en na een schijnproces geëxecuteerd. Premier Hoxha had nu niets meer te vrezen, want ook de interne oppositie binnen de ACP was nu uitgeschakeld. De betrekkingen met Joegoslavië werden verbroken, evenals de betrekkingen met de meeste westerse landen. In 1948 werd de naam Albanese Communistische Partij veranderd in Albanese Partij van de Arbeid (PPS). Na de dood van Stalin, kwam Chroesjtsjov in de USSR aan de macht. Terwijl er in de Sovjet-Unie een proces van destalinisatie op gang kwam, bleef Hoxha vasthouden aan het stalinisme. In 1953 trad Nishani als staatshoofd af en werd in die functie vervangen door Haxhi Lleshi. Op 23 juli 1954 trad Hoxha als premier af en werd vervangen door zijn rechterhand Mehmet Shehu. Als partijsecretaris van de PPS bleef Hoxha echter de invloedrijkste politicus. Toen Chroesjtsjov in 1961 definitief met het stalinisme brak, zette Hoxha de Russische adviseurs het land uit. Nadien werd de Volksrepubliek China Albaniës voornaamste bondgenoot. Later in 1961 verbrak Albanië de betrekkingen met de Sovjet-Unie. Dankzij de Chinese hulp raakte Albanië niet in een compleet isolement.
De successen die de communisten boekten, waren in menig opzicht niet gering: het analfabetisme werd teruggedrongen en vanaf de jaren zestig was het geheel verdwenen, vrouwen waren (formeel) gelijkgesteld aan mannen en de levensduur van de gemiddelde Albanees ging omhoog. Daar moesten de Albanezen echter wel een hoge tol voor betalen. Er was sprake van een systematische onderdrukking van de (vermeende) oppositie en dissidenten verdwenen in concentratiekampen. Hoxha en Shehu hadden de touwtjes stevig in handen. Beïnvloed door Mao's culturele revolutie, begon ook Hoxha in Albanië een culturele revolutie. Deze begon in 1967 toen studenten de regering vroegen om de "kerken en moskeeën te sluiten en het bijgeloof uit te roeien". Vanaf 1967 begon men dan ook een campagne om de godsdienst te ontmoedigen. Met name de Rooms-Katholieke Kerk, die door Hoxha werd gezien als een buitenlandse en vijandige macht, werd keihard aangepakt. Toen begin jaren zeventig bleek dat de kerk- en moskeegang niet noemenswaardig was afgenomen, besloot de regering godsdienst en godsdienstige praktijken te verbieden. Enige partijleiders die deze maatregel te ver vonden gaan, werden opgesloten. Kerkgangers, moskeegangers en aanhangers van de soefi-orden die in Albanië actief waren, werden gediscrimineerd en opgepakt. Mensen in het bezit van een bijbel of een koran moesten naar de gevangenis of werden opgesloten in een concentratiekamp. Overigens was er eind jaren zeventig nog steeds sprake van kerkgang onder oude vrouwen, die blijkbaar gewoon openlijk kerkdiensten konden bijwonen. Een andere opvallende maatregel van Hoxha was het afschaffen van het ministerie van justitie, omdat in de ogen van Hoxha misdaad niet voorkwam in het zgn. arbeidersparadijs. Dit nam niet weg dat er nog steeds arrestaties voorkwamen en dat het aantal gevangenen toenam.
In 1976 verkreeg Albanië een nieuwe grondwet en daarin werd de rol van de communistische PPS benadrukt en daarnaast Albanië uitgeroepen tot "enige atheïstische staat ter wereld." Na de dood van Mao Zedong in China en China's toenadering tot het Westen, verbrak Albanië op 13 juli 1978 de betrekkingen met China. Het land was vanaf dat moment compleet geïsoleerd. Zelfvoorziening en autarkie werden onderdeel van de officiële staatsleer. Hoxha liet ongeveer 750.000 eenmansbunkers bouwen op iedere plek die maar enigszins van strategisch belang was. Daarvoor werd een betonindustrie uit de grond gestampt en duur staal ingevoerd uit het buitenland.
Op 18 december 1981 werd premier Shehu dood aangetroffen in zijn huis. De doodsoorzaak van Hoxha's rechterhand werd pas twee jaar later bekendgemaakt. Volgens Hoxha was Shehu een geheim agent geweest in dienst van de Joegoslaven, de Russen, de Britten en de Amerikanen. Daar kwam volgens Hoxha bij dat Shehu een fascist was. Toen zijn 'ontmaskering' nabij was, zou Shehu zelfmoord hebben gepleegd. Aannemelijker is echter dat Shehu in opdracht van Hoxha was vermoord.
Enver Hoxha overleed op 11 april 1985 aan een hartaanval. Staatshoofd Ramiz Alia werd Hoxha's opvolger als partijsecretaris en daarmee de machtigste man. Hoxha's gedachtegoed en het stalinisme bleven de staatsideologie, maar in tegenstelling tot Hoxha, zag Alia het nut in van het opnieuw aanknopen van betrekkingen met andere landen. Met de USSR en de VS werden pas eind jaren tachtig betrekkingen aangeknoopt. Ramiz Alia hield officieel vast aan de atheïstische leer, maar stond godsdienstoefeningen oogluikend toe. Hoewel Alia de perestrojka en de glasnost veroordeelde, voerde hij toch enkele bescheiden hervormingen door. Zo mochten de burgers vanaf 1989 weer godsdienstoefeningen bijwonen en werden de moskeeën en kerken geleidelijk weer geopend. Echter, de geest was nu uit de fles en reeds in juli 1990 gingen zo'n 10.000 mensen in Tirana de straat op om vergaande hervormingen te eisen. Reeds enkele dagen later bracht president Alia wijzigingen aan in zijn regering en in de top van de communistische partij. Ook werden de economische en politieke hervormingen voortgezet. Eind 1990 kwam er een einde aan de eenpartijstaat en werd de Democratische Partij Albanië opgericht. De onrust hield nochtans aan. Op 20 februari 1991 trokken duizenden demonstranten in Tirana het standbeeld van Enver Hoxha van zijn sokkel. Alia liet zich intussen tot president kiezen door de Nationale Assemblée en stapte vervolgens uit de PPS. Bij de verkiezingen van februari 1991 werd de PPS de grootste partij en kon de nieuwe partijsecretaris Fatos Nano een kabinet vormen.

## Na het communisme
Na de volksopstand kwam het communistisch regime in juni 1991 definitief ten val en werd er een coalitieregering gevormd, waarin naast de communisten, ook de democraten (Sali Berisha) en de republikeinen toetraden. De naam van de PPS werd veranderd in de Socialistische Partij van Albanië (PSS). Daarnaast ontstond er ook een sociaaldemocratische partij.
Bij de verkiezingen van april 1992 werd Sali Berisha tot president van Albanië gekozen. In het midden van de jaren 1990 werd de Albanese economie geliberaliseerd.
Na de val van het communisme trad aan het einde van de twintigste eeuw in het door het ontstane machtsvacuüm gezagloze Noord–Albanië opnieuw de eigenrichting op. Er ontstonden grote veten over de eigendom van gronden. Oude eigenaren doken op en claimden met geweld hun voormalige eigendommen. In korte tijd werden vele mensen gedood.
In de jaren 90 werden veel zogeheten ponzifraudes georganiseerd door malafide zakenlieden, die vaak rendementen van 20% tot wel 50% per jaar beloofden. De Albanese bevolking had nog geen ervaring met kapitalisme en er was weinig tot geen toezicht, waardoor een groot deel van de bevolking zijn geld in deze ponzischema's investeerde. In december 1996 werd de financiële crisis in Albanië goed voelbaar, nadat enkele beleggingsfondsen waren ingestort. Het systeem implodeerde en zo'n 1,2 miljard Amerikaanse dollar - meer dan de helft van het toenmalige bruto binnenlands product - ging in rook op. Veelal waren het de spaargelden van gewone burgers. Duizenden mensen gingen begin 1997 daarom dagelijks de straat op: ze eisten hun geld terug van de overheid, die verdacht werd van hun investering te hebben geprofiteerd.
Al vanaf januari 1997 werden de protesten gewelddadig. Tijdens de rellen werden meer dan een half miljoen wapens gestolen uit politie- en legerdepots en dreigden de protesten uit te monden in een burgeroorlog. Het kwam tot hevige gevechten met de oproerpolitie en overheidsgebouwen in Tirana en dertien andere steden werden in brand gestoken. Reeds op 1 maart nam premier Aleksander Meksi ontslag en op 2 maart riep president Sali Berisha de noodtoestand uit. Op 28 maart autoriseerde  de VN-Veiligheidsraad met resolutie 1101 een internationale troepenmacht in Albanië om hulpgoederen te verdelen en de orde in het land te herstellen. Op 15 april begon deze door Italië geleide Operation Alba. Bij de verkiezingen van juni en juli dat jaar werd de democratische partij van Sali Berisha verslagen door de socialistische en werd Rexhep Meidani de nieuwe president. De VN-troepen vertrokken uiteindelijk op 11 augustus.

## Recente geschiedenis en politieke situatie

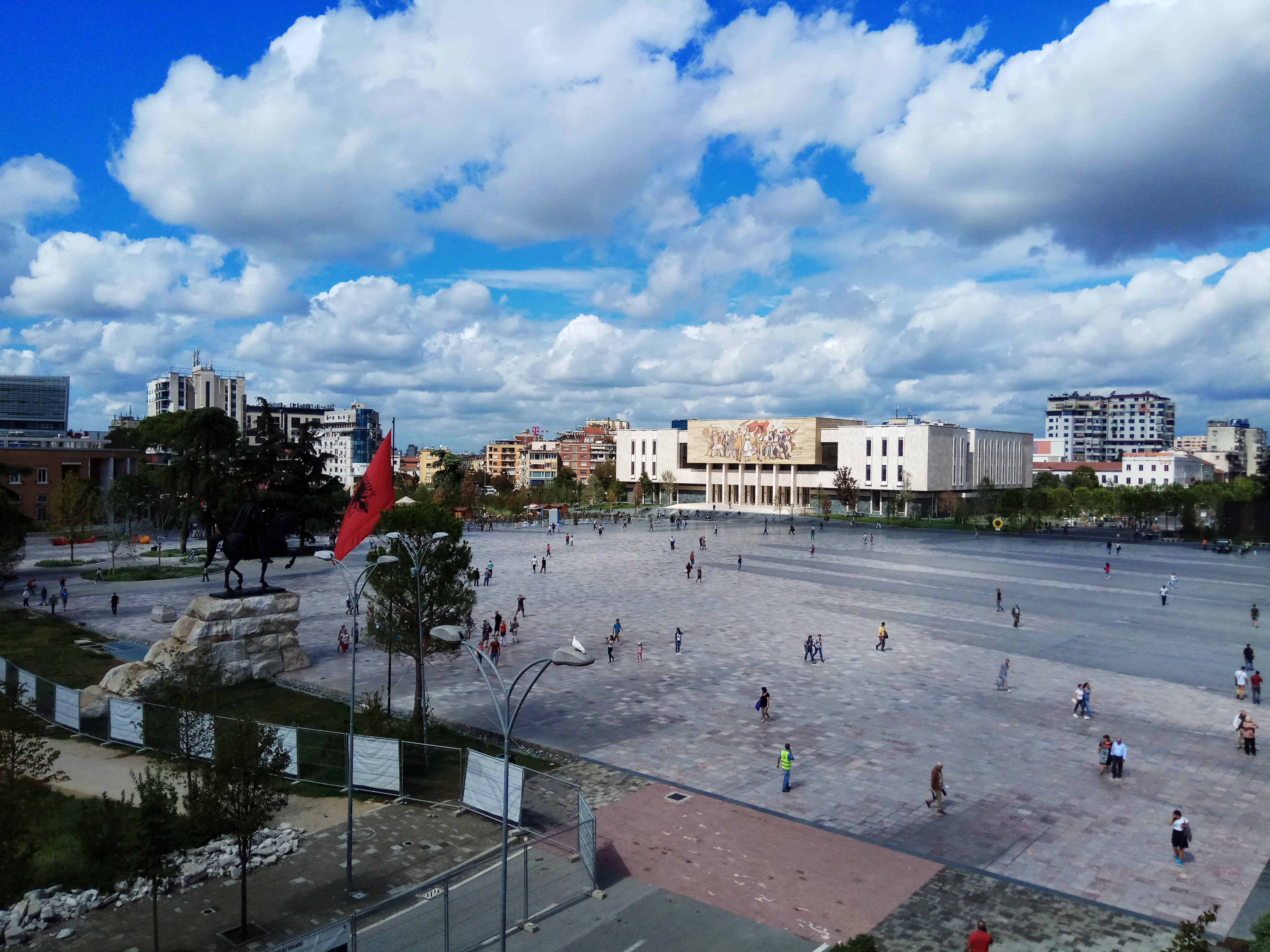
Tirana, de hoofdstad van Albanië. Hier zetelt tevens de regering.

Onder de socialistische premier Ilir Meta (1999-2002) kwam Albanië in politiek rustiger vaarwater. De kwakkelende economie groeide snel, en de strijd tussen Macedoniërs en Albanezen in Macedonië werd bijgelegd. In 2001 begon een groot moderniseringsplan voor het wegen- en spoorwegennet, en de politie ging de strijd aan met de mensenhandel. De economie blijft echter een probleem, met een groot tekort op de handelsbalans, en zware problemen in de energievoorziening.
Meta had echter binnen zijn partij grote problemen, die zich toespitsten op de presidentsverkiezingen van juli 2002. Meta wenste een herkiezing van de zittende president Rexhep Mejdani, maar partijvoorzitter Fatos Nano hoopte zelf tot president gekozen te worden. Via aantijgingen van corruptie van diverse ministers, bracht Nano de regering ten val. In het Westen werd bezorgd gereageerd op de val van Meta, die internationaal als betrouwbaar gold. Pandeli Majko, net als Meta afkomstig van de pragmatisch-reformistische vleugel van de partij, werd de nieuwe premier, maar het IMF en de Wereldbank bevroren hun tegoeden wegens de politieke instabiliteit van het land. Toen ook de Europese Unie dreigde het associatieverdrag met Albanië om die reden op te schorten, zagen de Albanezen zich tot het vinden van een compromis gedwongen. De Democratische Partij, die de socialisten van onregelmatigheden tijdens de parlementsverkiezingen van 2001 verdacht, kreeg een onderzoek naar deze onregelmatigheden, en de beide vleugels van de socialistische partij verzoenden zich. Eén dag voor de presidentsverkiezingen slaagden alle partijen erin een gezamenlijke kandidaat naar voren te schuiven, de 72-jarige generaal buiten dienst Alfred Moisiu. Majko trok zich terug als premier, en Nano vormde de nieuwe regering.
Onder Moisiu en Nano werd de politieke situatie in Albanië opnieuw wat rustiger. De fracties binnen de socialistische partij verenigden zich, en ook oppositieleider Sali Berisha (president van 1992-1997) steunde de regering.
Op termijn wil Albanië tot de Europese Unie toetreden, en als belangrijke stap in die richting begonnen in januari 2003 de besprekingen over een stabiliteits- en associatiepact met de EU. Een belangrijk struikelblok is de aanpak van de georganiseerde misdaad (mensenhandel, drugshandel, sigarettensmokkel). De bestrijding hiervan wordt in de komende jaren door de EU financieel gesteund.
In de buitenlandse politiek stelde Albanië zich achter de Verenigde Staten, wat blijkt uit het zenden van (74 man) troepen naar de Golfoorlog en steun aan het Amerikaanse verzet tegen het Internationaal Strafhof.
Hoewel Albanië een flinke economische groei kent, blijft het een van de armste landen van Europa. De infrastructuur is onderontwikkeld, onderwijs is niet voor alle kinderen bereikbaar, en een groot deel van de Albanese economie is direct of indirect met de misdaad verbonden. Ook de corruptie vormt een ernstig probleem.
Geschiedenis van:
Albanië · Andorra · Azerbeidzjan · België (Vlaanderen, Wallonië) · Bosnië en Herzegovina · Bulgarije · Denemarken · Duitsland · Estland · Faeröer · Finland · Frankrijk (Bretagne, Corsica) · Georgië · Griekenland · Hongarije · Ierland · Italië (Sicilië) · Kosovo · Kroatië · Letland · Liechtenstein · Litouwen · Luxemburg · Malta · Moldavië · Monaco · Montenegro · Nederland · Noord-Macedonië · Noorwegen · Oekraïne · Oostenrijk · Polen · Portugal · Roemenië · Rusland (Tsjetsjenië) · San Marino · Servië · Slovenië · Slowakije · Spanje (Catalonië, Galicië) · Tsjechië · Turkije · Vaticaanstad · Verenigd Koninkrijk (Engeland, Schotland, Wales, Noord-Ierland) · Wit-Rusland · IJsland · Zweden · Zwitserland
Balkan · Britse Eilanden · Kaukasus · Lage Landen · Oost-Europa · Scandinavië